# Йожеф Божик (стадион)
Стадион „Йожеф Божик“ е многофункционален стадион в град Будапеща, столицата на Унгария.
Построен е през 1938 г. Разполага с капацитет от 10 000 места. Приема домакинските мачове на местния футболен отбор „Хонвед“.